# スティーヴン・キング
スティーヴン・エドウィン・キング（英：Stephen Edwin King、1947年9月21日 - ）は、アメリカ合衆国の小説家。作品は世界各国で翻訳され読まれている。「ホラーの帝王」の異名を持ち現代アメリカを代表する作家の1人である。

## 概要
1974年に長編『キャリー』でデビュー。
ジャンルはホラーであるにもかかわらず、舞台は主にアメリカのごく平凡な町で、具体的な固有名詞をはじめとした詳細な日常描写を執拗に行うのが特徴（その作風から、従来の「非現実的な世界を舞台とした、怪奇小説」とは異なるモダン・ホラーの開拓者にして第一人者とされる）。
ホラーばかりではなく、『ショーシャンクの空に（原作：『刑務所のリタ・ヘイワース』）』『スタンド・バイ・ミー（原作:『The Body』）』や『グリーンマイル』など、映画化された話題作でも有名である。
日常の中に潜む「ちょっとした不思議」を題材にした作品も目立つ。
著作の多くが映画化またはTVドラマ化されている。世界幻想文学大賞（1982年、1995年、2004年）、ヒューゴー賞（1982年）、オー・ヘンリー賞（1996年）、ブラム・ストーカー賞（1988年、1996年、1997年、1999年、2007年、2009年）、日本推理作家協会賞（2025年）など、数々の文学賞を受賞している。

## 略歴

### 幼少期
1947年、メイン州ポートランドで、スコットランド人とアイルランド人の祖先を持つ、父ドナルドと母ネリー・ルース・ピルズベリーの間の第2子として生まれる。子供を身ごもることすらできないと医者に言われた両親は、兄デヴィッドを養子に迎えるが、結局キングを授かることになった。
キングが2歳の時、父ドナルドは煙草を買いに行くと言って家を出たまま失踪。その後母は祖父母の面倒を見ながら朝から深夜まで働き、息子2人を育てあげた。父の行方はその後も分かっておらず、「やぶへびになりそうだから父親の消息は調べない」とキングはさまざまなインタビューで語っている。
小学校の最初の1年を病気のため休学し、家で大量のコミックブックを読んで過ごす。
ウサギを主人公にした短い物語（全4話）を書いて母に読ませる。1話につき25セントもらう。
1958年のクリスマスに母からタイプライターをもらう。『ファンタスティック』などのSF専門誌に投稿するようになる。初めて採用された作品は1965年に『コミックス・レヴュー』誌に掲載された『私は十代の墓荒らしだった』。
少年時代から殺人事件の新聞のスクラップを集めていた。家に風呂がなく、凍えるような寒い日でも、親戚の風呂を借りにかなりの距離を歩いていた。だが、それにもかかわらず肥満児だった。

### 学生時代
1966年に高校を卒業後、母の勧めに従い教員免許を得るためオロノにあるメイン大学に入学する。20歳のときに投稿した小説『鏡の床』が、『スタートリング・ミステリー・ストーリーズ』誌に掲載された。大学2年から学内新聞の『ザ・メイン・キャンパス』のコラムを毎週書くようになる。
のちに妻となるタビサ・スプルースと、大学図書館でのアルバイト中に知り合う。
1970年に卒業。1971年の1月に結婚する。

### 卒業後
教師の口が見つからず、クリーニング屋で働いていた。仕事の合間に短編を書いて男性雑誌に売り、かろうじて家族を養った。この時代に書かれた短編は、『深夜勤務』にその他の作品と一緒にまとめられている。
同年の秋、キングはメイン州ハンプデンの公立高校ハンプデン・アカデミーに就職して英語のクラスを受け持った。年俸は6400ドル。放課後の職員会議や自宅でのテストの採点などに時間とエネルギーが奪われ小説が書けなくなり、作家として絶望しかける。経済的にもますます苦しくなり、トレーラーハウスで生活するようになる。学校の休暇中はクリーニング屋でアルバイトをしていた。妻はダンキンドーナツで働いて家計を助けた。この頃は売れ残りのドーナツをよく食べていたので、今ではドーナツは好きではないという。

### 小説家デビュー
1973年の春、米国大手出版会社のダブルデイ社が小説『キャリー』の出版を引き受けた。キングはこの作品を初稿3ページまで書いて一度はゴミ箱に捨てていたが、タビサ夫人が拾って読み、完成させるように励ました。ハードカバー版の契約金は2500ドルだった。これを機にアパートに引っ越す。ペーパーバック版の権利が転売されても高くはないだろうと考えたキングは高校との雇用契約を更新したが、その後ペーパーバック版の権利がシグネット・ブックスに40万ドルという高額で売れたことを知らされる（このうちキングの取り分は20万ドル）。
1974年2月、母ネリーが癌で死亡。『キャリー』のハードカバー版は、1974年の春に出版され、その後映画化されてヒットする。
同年の秋、キングはメインを離れ、コロラド州ボルダーに移り住み、1年弱の滞在の間、コロラドを舞台とした『シャイニング』を書く。
1975年の夏、メイン州に戻り居を構えて、ボルダーを舞台とした『ザ・スタンド』を書き上げる。『デッド・ゾーン』もこの時期に書かれる。

### その後
80年代半ばには以前からのアルコールに加えて薬物依存（コカイン、咳止めシロップ、大麻その他）になる。キングによれば、この時期に書かれた『トミーノッカーズ』は、自身のアルコールと薬物の寓話である。妻から「治療を受けるか家族と別れるか」の選択を迫られたキングは治療を選び、依存症を克服する。
1999年6月19日、メイン州西部にある別荘の近くを散歩中、危険運転常習者のライトバンにはねられ重傷を負い、脚に障害が残った。
キングとタビサの間には3人の子供、ナオミ・レイチェル、ジョセフ・ヒルストロム、オーウェン・フィリップがおり、また現在3人の孫がいる。タビサ、ジョセフ・ヒルストロム（筆名ジョー・ヒル）、オーウェン・フィリップは作家として活動している。

## 映像化作品について
テレビドラマ化された作品も多く、『ローズ・レッド』（2002年〜2003年）、『デッド・ゾーン』（2002年〜2007年）、『ヘイヴン -謎の潜む町-』（2010年〜2015年）、『アンダー・ザ・ドーム』（2013年〜2015年）などがヒット作として知られている。監督した映画4作のうち3作がキング原作というフランク・ダラボン作品をはじめ、トビー・フーパー、ロブ・ライナー、ミック・ギャリスも複数作を監督している。
スタンリー・キューブリック監督が映画化した『シャイニング』が気に入らず、自らテレビドラマ『シャイニング』（1997年）を監修した。キューブリック監督の映画を「空っぽのキャデラック」と酷評しているが、著名な監督が自らの作品を映画化することは光栄に思っていたようである（当時、映画版『シャイニング』は、原作のストーリー性を求める向きも強かったためラジー賞にノミネートされるなど、酷評が多かった）。
そのほかキングが製作総指揮をとった映像作品としては、ラース・フォン・トリアー原作のテレビドラマをリメイクした『スティーヴン・キングのキングダム・ホスピタル』がある。原作の舞台をメイン州に移し、キングによる脚本をもとにリメイク作品が製作されたもので、原作に比べ大幅に改変が加えられた作品となっている。
自ら携わった映像作品に出演することもあり、『地獄のデビル・トラック』、『ペット・セメタリー』など多くは端役やカメオ出演であるが、オムニバス映画『クリープショー』第2話の「ジョディ・ベリルの孤独な死」では主役を演じている。
短編小説の映画化権を、学生や駆け出しの映画製作者に彼らを応援する目的で1ドルで売っている。これをダラー・ベイビー（ダラー・ディール）と呼び、上記『ショーシャンクの空に』以来、複数作でキング原作の映画の監督を務めたフランク・ダラボンも、元は学生時代に『312号室の女』を短編映画化し、彼の知遇を得ていた。

## 作品同士のリンク
キングの作品は『ダーク・タワー』シリーズを中心に多くの作品がリンクしている。さらに、『ダークタワー』シリーズとは別にキャッスルロック、デリー（ともにメイン州の架空の街）等を繋がりにリンクする作品も多く、細かいリンクを辿るとほぼ全ての作品が繋がっている。
また、『レギュレイターズ』と『デスペレーション』では、全く同じ題材を全く違う視点、展開、タッチで描くという試みも行っている。
キングが創造した主な町としては以下が挙げられる。(右に登場した作品を挙げる)
- キャッスルロック - 「デッド・ゾーン」、「クージョ」、「ダーク・ハーフ」、「ニードフル・シングス」、「スタンド・バイ・ミー」等
- デリー - 「IT」、「不眠症」、「骨の袋」、「ドリームキャッチャー」「11/22/63」等
- ジェルサレムズ(セイラムズ)・ロット - 「呪われた村」「呪われた町」等
- ヘイヴン - 「トミーノッカーズ」等
- ラドロウ - 「ペット・セマタリー」
- チェンバレン - 「キャリー」
- モットン
- ハーロウ
- リバティーヴィル - 「クリスティーン」
- ストーヴィントン

また、実在する町も登場する。
- ボールダー - 「シャイニング」、「ザ・スタンド」
- ボストン - 「セル」
- ラスベガス - 「ザ・スタンド」
- ダラス - 「11/22/63」

またメイン州の都市であるバンガーやルイストン、ポートランド、オーガスタ、ブランズウィック等も頻出する。
他にも稀に作品の中に過去の作品やキングの名が登場することがある。

## リチャード・バックマン
別ペンネームリチャード・バックマン（Richard Bachman）名義で、『死のロングウォーク』、『バトルランナー』、『痩せゆく男』、『レギュレイターズ』などを発表した。『死のロングウォーク』は、キングの事実上の処女長編小説である。
キングが別ペンネームのリチャード・バックマンを使った理由は、キングが小説家としてのキャリアをスタートさせた当時、米国出版業界では1人の作家は1年に1冊だけ出版する、という風潮があった。そのころ多作型の作家は、別ペンネームを使うことで年に複数冊の作品を出版していたので、それにのっとりキングもリチャード・バックマン名義を別に使うことで、年に2冊みずからの作品を出版しようとした経緯がある。
その他の意図としては、同じ作家が別ペンネームで書いた本がどれだけ売れるかキングが試してみようとした、とも言われている。
なお、この試みはディーン・R・クーンツやピーター・ストラウブもかつてしていたとキングは述べている。
- ハイスクール・パニック Rage（1977年）
- 死のロングウォーク The Long Walk（1979年）
- 最後の抵抗（『ロードワーク』改題） Roadwork（1981年）
- バトルランナー The Running Man（1982年）
- 痩せゆく男 Thinner（1984年）
- レギュレイターズ The Regulators（1996年）
- Blaze（2007年）未訳

## 主な作品

### 長編
- キャリー Carrie（1974年）
- 呪われた町 Salem's Lot（1975年）
- シャイニング The Shining（1977年）
- ザ・スタンド The Stand（1978年）1990年にノーカット完全版（The Complete & Uncut Edition）が出版された。日本語訳はこれを元にしている
- デッド・ゾーン The Dead Zone（1979年）
- ファイアスターター Firestarter（1980年）
- クージョ Cujo（1981年）
- ダーク・タワーシリーズ The Dark Tower（1982年 - 2004年）
  - 第一巻「ガンスリンガー」 The Gunslinger（1982年）
  - 第二巻「運命の三人」（「ザ・スリー」改題） The Drawing of the Three（1987年）
  - 第三巻「荒地」 The Waste Lands（1991年）
  - 第四巻「魔道師と水晶球」（「魔道士の虹」改題） Wizard & Glass（1997年）
  - 第五巻「カーラの狼」 The Wolves of the Calla（2003年）
  - 第六巻「スザンナの歌」 Song of Susannah（2004年）
  - 第七巻「暗黒の塔」 The Dark Tower（2004年）
- クリスティーン Christine（1983年）
- ペット・セマタリー Pet Sematary（1983年）
- タリスマン（英語版） The Talisman（1984年）ピーター・ストラウブと共著
- 人狼の四季（『マーティ』改題） Cycle of the Werewolf（1984年）
- IT It（1986年）
- ドラゴンの眼 The Eyes of the Dragon（1987年）
- ミザリー Misery（1987年）
- トミーノッカーズ The Tommyknockers（1987年）
- ダーク・ハーフ The Dark Half（1989年）
- ニードフル・シングス Needful Things（1991年）
- ジェラルドのゲーム Gerald's Game（1992年）
- ドロレス・クレイボーン Dolores Claiborne（1993年）
- 不眠症 Insomnia（1994年）
- ローズ・マダー Rose Madder（1995年）
- グリーンマイル The Green Mile（1996年）
- デスペレーション Desperation（1996年）
- 骨の袋 Bag of Bones（1998年）
- トム・ゴードンに恋した少女 The Girl Who Loved Tom Gordon（1999年）
- ドリームキャッチャー Dreamcatcher（2001年）
- ライディング・ザ・ブレット Riding the Bullet（2000年）本国では「Everything's Eventual: 14 Dark Tales」に収録された中篇だが、日本語訳版はこの一編で一冊として出版されている
- ブラックハウス Black House（2001年） - ピーター・ストラウブと共著
- 回想のビュイック8 From a Buick 8（2002年）
- コロラド・キッド The Colorado Kid（2005年）
- セル Cell（2006年）
- リーシーの物語 Lisey's Story（2006年）
- 悪霊の島 Duma Key（2008年）
- アンダー・ザ・ドーム Under the Dome（2009年）
- 11/22/63 11/22/63（2011年）
- ジョイランド Joyland（2013年）
- ドクター・スリープ Doctor Sleep（2013年）『シャイニング』続編
- ビル・ホッジス三部作 Bill Hodges Trilogy
  - ミスターメルセデス Mr. Mercedes（2014年）
  - ファインダーズ・キーパーズ Finders Keepers（2015年）
  - 任務の終わり End of Watch（2016年）
- 心霊電流 Revival（2014年）
- 眠れる美女たち Sleeping Beauties（2017年） - 次男のオーウェン・キングとの共著
- アウトサイダー The Outsider（2018年）
- 異能機関　The Institute（2019年）
- ビリー・サマーズ　Billy Summers（2021年）
- Fairy Tale（2022年）
- Holly（2023年）
- Never Flinch（2025年）

### 短編集
- 深夜勤務 Night Shift（1978年）
日本語訳版では『深夜勤務』、『トウモロコシ畑の子供たち』の二冊に分冊。
- 骸骨乗組員 Skeleton Crew（1985年）
日本語訳版では『骸骨乗組員』、『神々のワードプロセッサ』、『ミルクマン』の三冊に分冊。
- Nightmares & Dreamscapes（1993年）
日本語訳版は、ハードカバーで『いかしたバンドのいる街で』、『ヘッド・ダウン』の二冊に、文庫本で『ドランのキャデラック』、『いかしたバンドのいる街で』、『メイプル・ストリートの家』、『ブルックリンの八月』の四冊にそれぞれ分冊。
- Everything's Eventual: 14 Dark Tales（2002年）
日本語訳版では先行して単独刊行された中篇『ライディング・ザ・ブレット』を除いた13編を『第四解剖室』、『幸福の25セント硬貨』の二冊に分冊。
- 夕暮れをすぎて Just After Sunset（2008年）
日本語訳版は、『夜がはじまるとき』、『夕暮れをすぎて』の二冊に分冊。
- わるい夢たちのバザール The Bazaar of Bad Dreams（2015年）
日本語訳版は、『マイル81』、『夏の雷鳴』の二冊に分冊。

### 中編集
- 恐怖の四季 Different Seasons（1982年）日本語訳版では『ゴールデンボーイ』（春夏編）、『スタンド・バイ・ミー』（秋冬編）の二冊に分冊。
  - 刑務所のリタ・ヘイワース Rita Hayworth and Shawshank Redemption
  - ゴールデンボーイ Apt Pupil
  - スタンド・バイ・ミー The Body
  - マンハッタンの奇譚クラブ The Breathing Method

- Four Past Midnight Four Past Midnight（1990年）日本語訳版では『ランゴリアーズ』、『図書館警察』の二冊に分冊。
  - ランゴリアーズ The Langoliers
  - 秘密の窓、秘密の庭 Secret Window, Secret Garden
  - 図書館警察 The Library Policeman
  - サンドッグ（英語版） The Sun Dog

- アトランティスのこころ Hearts in Atlantis（1999年）

- Full Dark, No Stars Full Dark, No Stars（2010年）日本語訳版では、『ビッグ・ドライバー（英語版）』、『1922（英語版）』の二冊に分冊。
  - 1922（英語版） 1922
  - ビッグ・ドライバー（英語版） Big Driver
  - 公正な取引（英語版） Fair Extension
  - 素晴らしき結婚生活（英語版） A Good Marriage

- If It Bleeds If It Bleeds（2020年）未訳

### ノンフィクション
- 死の舞踏 Danse Macabre（1981年）
- 小説作法 On Writing: A Memoir of the Craft（2000年）（邦訳『書くことについて』（2013）田村義進 訳、小学館）

### 映画・テレビオリジナル脚本
- ゴールデン・イヤーズ Golden Years（1991年）
本人もカメオ出演している。
- X-ファイル 第5シーズン第10話「ドール」 Chinga（1998年）
- 悪魔の嵐 Storm of the Century（1999年）
- セル Cell（2016年）※日本公開は2017年2月[2]
- キャッスルロック CASTLE ROCK（2018年）

### 映像化作品
- マイケル・ジャクソン 「ヒストリー/ゴースト」（1997年）

#### 映画
※太字表示されている作品はキング自らが脚本/監督を勤めたものである
- キャリー Carrie（1976年）
- シャイニング The Shining（1980年）
- クリープショー Creepshow（1982年）
- クジョー Cujo（1983年）
- デッドゾーン The Dead Zone（1983年）
- クリスティーン Christine（1983年）
- チルドレン・オブ・ザ・コーン Children of the Corn（1984年）
- 炎の少女チャーリー Firestarter（1984年）
- キャッツ・アイ Cat's Eye（1985年）
- 死霊の牙 Silver Bullet（1985年）
- 地獄のデビルトラック Maximum Overdrive（1986年）
- スタンド・バイ・ミー Stand by Me（1986年）
- クリープショー2/怨霊 Creepshow 2（1987年）
- バトルランナー The Running Man（1987年）
- ペット・セメタリー Pet Sematary（1989年）
- フロム・ザ・ダークサイド/3つの闇の物語 Tales from the Darkside: The Movie（1990年）
- 地下室の悪夢 Graveyard Shift（1990年）
- ミザリー Misery（1990年）
- IT It（1990年）
- スリープウォーカーズ Sleepwalkers（1992年）
- バーチャル・ウォーズ The Lawnmower Man（1992年）
- ダーク・ハーフ The Dark Half（1993年）
- ニードフル・シングス Needful Things（1994年）
- ショーシャンクの空に The Shawshank Redemption（1994年）
- マングラー The Mangler（1995年）
- 黙秘 Dolores Claiborne（1995年）
- スティーヴン・キング/痩せゆく男 Thinner（1996年）
- スティーヴン・キング/ナイトフライヤー The Night Flier（1997年）
- ゴールデンボーイ Apt Pupil（1998年）
- グリーンマイル The Green Mile（1999年）
- アトランティスのこころ Hearts in Atlantis（2001年）
- ドリームキャッチャー Dreamcatcher（2003年）
- シークレット ウインドウ Secret Window（2004年）
- ライディング・ザ・ブレット Riding the Bullet（2004年）
- 1408号室 1408（2007年）
- ミスト The Mist（2007年）
- ドランのキャデラック Dolan's Cadillac（2009年）
- キャリー Carrie（2013年）
- ビッグ・ドライバー Big Driver（2014年）
- セル Cell（2016年）
- 1922 1922（2017年）
- IT/イット “それ”が見えたら、終わり。 It（2017年）
- イン・ザ・トール・グラス -狂気の迷路- In the Tall Grass（2019年）
- IT/イット THE END “それ”が見えたら、終わり。 It Chapter Two（2019年）
- ドクター・スリープ Doctor Sleep（2019年）
- ペット・セメタリー Pet Sematary（2019年）
- スティーヴン・キング エイジ・オブ・パンデミック Children of the Corn（2020年）
- 炎の少女チャーリー Firestarter（2022年）
- ハリガン氏の電話 Mr. Harrigan's Phone（2022年）
- セイラムズ・ロット Salem's Lot（2023年）
- ブギーマン The Boogeyman（2023年）
- THE MONKEY/ザ・モンキー The Monkey（2025年）
- ランニング・マン The Running Man（2025年）
- マンハッタンの奇譚クラブ The Breathing Method（TBA）
- クリスティーン Christine（TBA）
- マイル81 Mile 81（TBA）
- 死のロングウォーク The Long Walk（TBA）

#### テレビ
- 死霊伝説 Salem's Lot（1979年）
- フロム・ザ・ダークサイド
  - 第1シーズン 第8話「神々のワード・プロセッサ」 Word Processor of the Gods（1985年）
  - 第4シーズン 第9話「不幸のビデオ」 Sorry, Right Number（1987年）
- トワイライト・ゾーン 第1シーズン 第18話「おばあちゃん」 Gramma（1985年）
- IT IT（1990年）
- ザ・ムービング・フィンガー 第3シーズン 第24話「はいまわる指」 The Moving Finger（1990年）
- スティーブン・キングの ゴールデン・イヤーズ Stephen King's Golden Years（1991年）
- ブロス/やつらはときどき帰ってくる Sometimes They Come Back（1991年）
- トミーノッカーズ The Tommyknockers（1993年）
- ザ・スタンド The Stand（1994年）
- ランゴリアーズ The Langoliers（1995年）
- トラック Trucks（1997年）
- シャイニング The Shining（1997年）
- クイックシルバー Quicksilver Highway（1997年）
- 新アウターリミッツ 第3シーズン 第15話「ベッカ・ポールソン」 The Revelations of Becka Paulson（1997年）
- X-ファイル 第5シーズン 第107話「ドール」 Chinga（1998年）
- 悪魔の嵐 Storm of the Century（1999年）
- ローズ・レッド Rose Red（2003年）
- キャリー Carrie（2002年）
- デッド・ゾーン 第1シーズン第1話 「運命の紡ぎ車」、第2話 「この目に映るもの」 Wheel of Fortune, What It Seems（2002年）
- スティーヴン・キングのキングダム・ホスピタル Kingdom Hospital（2004年）
- 死霊伝説 セーラムズ・ロット Salem's Lot（2004年）
- スティーヴン・キング 8つの悪夢 Nightmares and Dreamscapes: From the Stories of Stephen King（2006年）
- デスペレーション Desperation（2006年）
- ヘイヴン -謎の潜む町- Haven（2010年 - 2015年）
- 11.22.63 11.22.63（2011年）
- アンダー・ザ・ドーム Under the Dome（2013年）
- ミスター・メルセデス Mr. Mercedes（2017年）
- ザ・ミスト (テレビドラマ) The Mist（2017年）
- キャッスルロック CASTLE ROCK（2018年）
- アウトサイダー The Outsider（2020年）
- ザ・スタンド The Stand（2020年）
- リーシーの物語 Lisey's Story（2021年）
- チャペルウェイト 呪われた系譜 CHAPELWAITE（2021年）

## その他
- 日本でも多大な支持を集めており、『広辞苑』にもスティーヴン・キングの項がある。代表作とされているのは『シャイニング』『ドラゴンの眼』。
- 宮部みゆきはスティーヴン・キングのファンであり、ファンタジー小説『ブレイブ・ストーリー』はキングの『タリスマン（英語版）』の、『クロスファイア』は『ファイアスターター』の影響を受けている。また小野不由美のホラー小説『屍鬼』もキングの『呪われた町』へのオマージュである。新井素子は『トウモロコシ畑の子供たち』にエッセイを書いている。
- 『死のロングウォーク』は『バトル・ロワイアル』の元ネタになっている。
- 荒木飛呂彦や藤田和日郎、広江礼威などの漫画家もキングの作品に強い影響を受けたと語っており、例えば広江礼威の『PHANTOM BULLET』は「黒衣の男を追うガンスリンガー」の物語であり、明確に『ダーク・タワー』をモチーフにしている。
- ホラー映画『クリープショー』（監督:ジョージ・A・ロメロ）の脚本を担当し、第2話『ジョディ・ベリルの孤独な死』に主演。長男ジョー・ヒルもホラー漫画を読む少年ビリー役で出演している[注釈 3]。
- MLBのボストン・レッドソックスの熱狂的なファンであり、レッドソックスの本拠地フェンウェイパークの試合に時々観戦に訪れ、テレビカメラにその姿を見つけ出されている。また、『IT』や『ドリームキャッチャー』などで少年の服装にレッドソックスのシャツやジャンパーを着せている他、『トム・ゴードンに恋した少女』では実在するレッドソックスの投手であるトム・ゴードンに憧れる少女を主人公として登場させている。
- 熱狂的なロックファンで地元のロック専門ラジオ局のオーナーでもある。その為か彼の作品を原作とする映画のサウンドトラックには大物ロックバンドが楽曲を提供する事が多い。また作家仲間とバンド「ロック・ボトム・リメインダーズ」を組んでおり、そのバンドのモットーは「メタリカが小説を書くのと同じくらい上手く演奏する」である。（2012年6月活動停止）
- 『X-FILE』「ドール」の脚本を担当したが、第一稿では主人公であるモルダーとスカリーを登場させ忘れた。
- 加齢黄斑変性症になりやすい体質であるが、症状は出ていない[3]。
- 蜘蛛が何よりの苦手。著作にもよく登場する。
- トランプ大統領をツイッターで批判し続けているためにブロックされた。